# Не вір, що мене більше немає
«Не вір, що мене більше немає» — радянський художній фільм 1975 року, знятий режисером Караманом Мгеладзе на кіностудії «Грузія-фільм».

## Сюжет
Альпіністи знайшли сумку періоду Великої Вітчизняної війни з ненаправленими листами. Лише за тридцять років листи дійшли до місця призначення. Адресати стали головними героями цього фільму, що складається з кількох історій про воєнний час.

## У ролях
- Давид Абашидзе — Міхо та пекар Сандро
- Тенгіз Арчвадзе — Тенгіз, чоловік Тамари, тренер з велоспорту
- Коте Махарадзе — Коте, футбольний коментатор
- Ліа Капанадзе — Тамара, дружина Тенгіза
- Лія Еліава — Лія, художниця
- Гурам Лордкіпанідзе — Гурам
- Людмила Полякова — Галина
- Вахтанг Сулаквелідзе — Васо Габранідзе, трубач
- Тамаз Толорая — Ніко, журналіст
- Кукурі Девдаріані — Кукурі
- Гія Бадрідзе — Гія Давидович, тренер з боксу
- Зураб Лаферадзе — Зураб, начальник кар'єру
- Іване Сакварелідзе — Вано, провізор
- Сесілія Такаїшвілі — Ангеліна
- Бухуті Закаріадзе — роль другого плану
- Шота Габелая — Шота, пекар, колега Сандро
- Борис Андронікашвілі — роль другого плану
- Тамара Схіртладзе — мати Ніко
- Отар Гегечкорі — роль другого плану
- Нугзар Еркомаїшвілі — роль другого плану
- Кетеван Мгеладзе — роль другого плану
- Александре Купрашвілі — роль другого плану
- Володимир Смотров — роль другого плану
- Олександр Жовтухін — роль другого плану
- Маріка Чічінадзе — роль другого плану
- Нугзар Вацадзе — роль другого плану
- Тенгіз Мірзашвілі — роль другого плану
- Гіо Мгеладзе — роль другого плану
- Олександр Іоселіані — роль другого плану
- Микола Погодін — Микола
- Тамара Тваліашвілі — мати, яка отримала листа

## Знімальна група
- Режисер — Караман Мгеладзе
- Сценаристи — Караман Мгеладзе, Леван Челідзе
- Оператор — Георгій Челідзе
- Композитор — Нугзар Вацадзе
- Художник — Дмитро Такайшвілі